# Lista de prefeitos de Santana do Paraíso

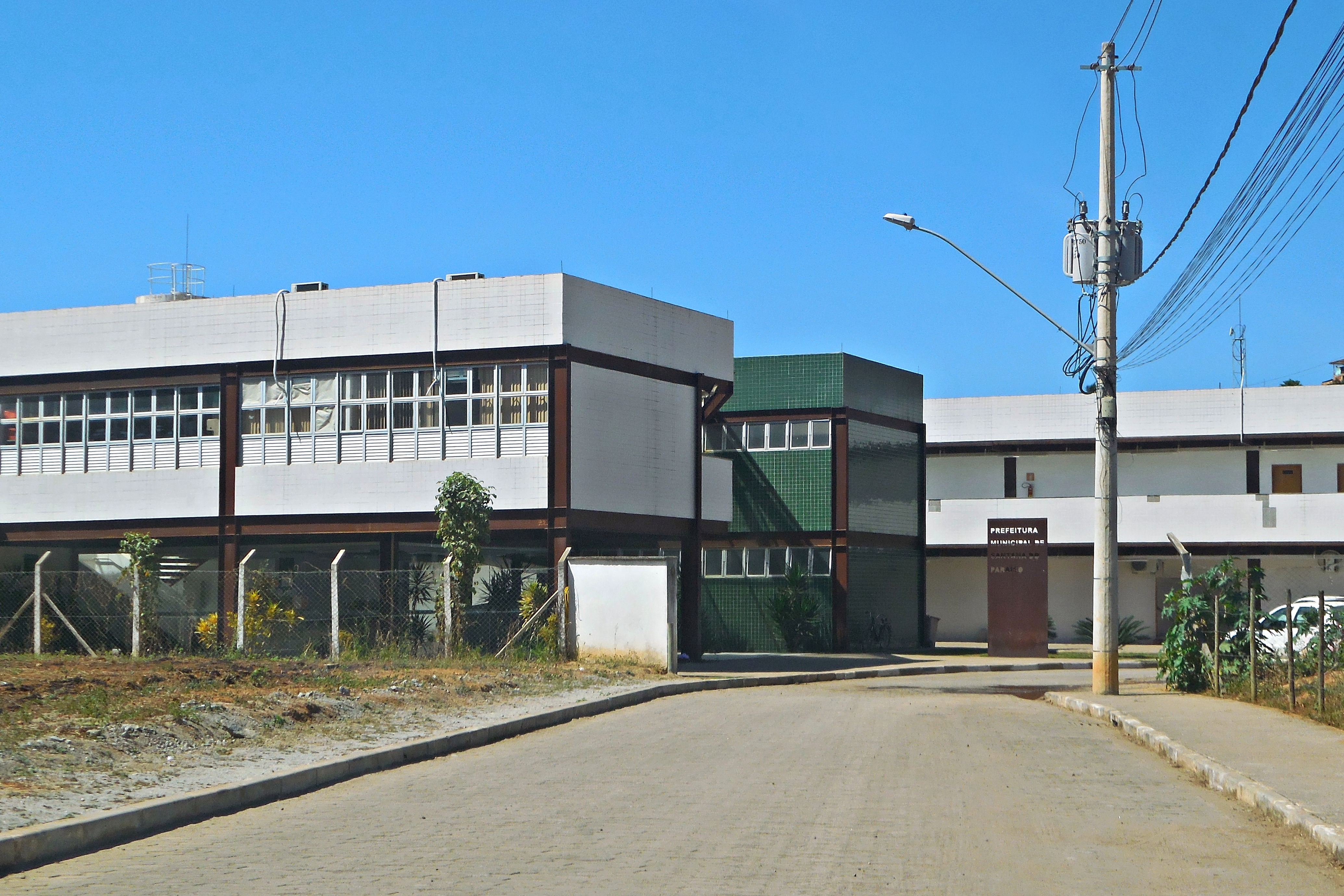
Sede da Prefeitura de Santana do Paraíso

Essa é a lista de prefeitos de Santana do Paraíso, município brasileiro no interior do estado de Minas Gerais, que ocuparam o cargo da administração municipal após a emancipação política da cidade. Santana do Paraíso se emancipou de Mesquita em 28 de abril de 1992, durante o mandato de Raimundo Anício Botelho, que em 2001 também veio a se eleger prefeito do novo município. O primeiro prefeito eleito foi Antônio Luiz (o Maneca), do Partido Democrático Trabalhista (PDT), que tomou posse em 1º de janeiro de 1993, quando também ocorreu a instalação da cidade. No entanto, o político veio a falecer no mesmo ano, levando o vice-prefeito Helvécio Matias de Oliveira a continuar seu mandato.
A administração municipal se dá pelos Poderes Executivo e Legislativo, sendo o primeiro representado pelo prefeito e seu gabinete de secretários, em conformidade ao modelo proposto pela Constituição Federal. Além de Antônio Luiz, outras sete pessoas estiveram à frente do cargo mediante eleição ou nomeação. O prefeito que venceu a eleição municipal de 2024, por sua vez, foi Bruno Campos Morato, reeleito pelo Avante para seu segundo mandato consecutivo.

## Prefeitos de Santana do Paraíso
| Nº | Prefeito(a)                                | Partido | Vice-prefeito(a)                              | Início do mandato     | Fim do mandato                   | Observações                                           | Ref. e notas  |
| -- | ------------------------------------------ | ------- | --------------------------------------------- | --------------------- | -------------------------------- | ----------------------------------------------------- | ------------- |
| 1  | Antônio Luiz, Maneca                       | PDT     | Helvécio Matias de Oliveira (PDT)             | 1º de janeiro de 1993 | abril de 1993                    | Prefeito e vice eleitos em sufrágio universal         | [ 3 ] [ 6 ]   |
| 2  | Helvécio Matias de Oliveira                | PDT     | ——                                            | abril de 1993         | 1º de janeiro de 1997            | Vice-prefeito empossado após falecimento do titular   | [ 3 ]         |
| 3  | Juarez Antônio da Costa                    | PSDB    |                                               | 1º de janeiro de 1997 | 1º de janeiro de 2001            | Prefeito e vice eleitos em sufrágio universal         | [ 7 ]         |
| 4  | Raimundo Anício Botelho, Mundico           | PL      | Helvécio Matias de Oliveira (PFL)             | 1º de janeiro de 2001 | 1º de janeiro de 2005            | Prefeito e vice eleitos em sufrágio universal         | [ 8 ] [ 9 ]   |
| 5  | Joaquim Correia de Melo, Kim               | PT      | Levindo das Dores Moura (PMDB)                | 1º de janeiro de 2005 | 1º de janeiro de 2009            | Prefeito e vice eleitos em sufrágio universal         | [ 10 ] [ 11 ] |
| 5  | Joaquim Correia de Melo, Kim               | PT      | Raimundo José de Almeida (PMDB)               | 1º de janeiro de 2009 | 1º de janeiro de 2013            | Prefeito reeleito e vice eleito em sufrágio universal | [ 10 ] [ 12 ] |
| 6  | Antônio Afonso Duarte, Zizinho             | PT      | Jamil Barbosa de Souza (PSL)                  | 1º de janeiro de 2013 | 1º de janeiro de 2017            | Prefeito e vice eleitos em sufrágio universal         | [ 13 ] [ 14 ] |
| 7  | Luzia Teixeira de Melo, Luzia do Kim       | PRB     | Valdézio Silveira Silva (PSB)                 | 1º de janeiro de 2017 | 1º de janeiro de 2021            | Prefeito e vice eleitos em sufrágio universal         | [ 15 ] [ 16 ] |
| 8  | Bruno Morato Campos, Delegado Bruno Morato | Avante  | José Anício de Almeida, Oliveirinha (PTB/MDB) | 1º de janeiro de 2021 | 1º de janeiro de 2025            | Prefeito e vice eleitos em sufrágio universal         | [ 17 ] [ 18 ] |
| 8  | Bruno Morato Campos, Delegado Bruno Morato | Avante  | José Anício de Almeida, Oliveirinha (PTB/MDB) | 1º de janeiro de 2025 | 1º de janeiro de 2029 (previsão) | Prefeito e vice reeleitos em sufrágio universal       | [ 5 ]         |